# مكتبة جامعة القدس

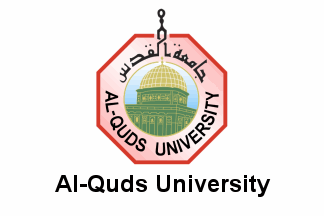
جامعة القدس

مكتبة جامعة القدس هي مكتبة جامعية ومؤسسة وطنية علمية تأسست عام 1984 مع بداية إنشاء جامعة القدس في مدينة القدس، وتحتوي على مصادر معرفية متعددة مُقدَّمة للمجتمع من داخل الجامعة وخارجها، وتخدم فروعها المتعددة ما يزيد عن 12700 طالب و1200 موظف ومدرس إضافة إلى المجتمع المحلي.

## فروع المكتبة
تمتلك المكتبة خمسة فروع تتوزع كما يلي:
- المكتبة الرئيسية في الحرم الجامعي - أبو ديس.[3]
- مكتبة البابطين في حرم كلية الأعمال والإقتصاد - بيت حنينا.
- مكتبة هند الحسيني في حرم كلية الآداب للبنات - الشيخ جراح.
- مكتبة الإعلام - رام الله.
- مكتبة القدس العامة - القدس - باب العامود - عقبة رصاص.
- مكتبة دورا - الخليل